# 納氏皺皮蟎
納氏皺皮蟎（学名：Suidasia nesbitti）为粉蟎科皺皮蟎屬下的一个种。